# The Beach Boys
The Beach Boys su američki rock sastav, osnovan u mjestu Hawthorne, Kalifornija 1961. godine. Prvobitna grupa sastojala se od glazbenika Briana Wilsona, njegove braće Carla i Dennisa, njihovog rođaka Mikea Lovea i prijatelja Alana Jardinea kojeg je, zbog fakultetskih obaveza, u ranoj fazi mijenjao David Marks. 
Snimili su mnoge hitove, hit albume i četiri US #1 singla, a primljeni su i u Rock and Roll Hall of Fame 1988. godine. Kao jedan od najutjecajnijih i komercijalno najuspješnijih sastava svih vremena često se nazivaju i America's Band. Prodali su oko 100 milijuna nosača zvuka, a golema popularnost njihove glazbe nastavila se i u novom tisućljeću. Ugledni časopis Rolling Stone smjestio ih je na 12. mjesto svoje liste 100 najvećih umjetnika svih vremena.
Primljeni u Rock and Roll Hall of Fame 1988. godine. 

## Počeci
Grupa se sastojala od Briana Wilsona, njegove braće Carla i Dennisa, njihovog rođaka Mikea Lovea i školskog prijatelja Alana Jardinea. Osnovana je u Hawthorne, Kalifornija 1961. godine. Prve inspiracije stizale su od oca braće Wilson, Murrya i vokalnih grupa kao The Four Freshmen. Na početku grupa se predstavljala kao The Pendletones. Iako su surferski motivi bili jako zastupljeni u prvim pjesmama, jedini pravi surfer bio je Dennis. On je predložio braći da proslave njegov hobi i mjesto djelovanja, Južna Kalifornija.
Na početku Murry Wilson je bio njihov menadžer i vodio karijeru pjevanja s Capitol Recordsom. Godine 1964., Brian Wilson otpustio je oca s menadžerske pozicije nakon svađe u studiju, a nakon smrti Murrya Wilsona nije mu čak došao ni na pogreb. 
Njihove prve pjesme temeljile su se na životnim iskustvima mladih u Kaliforniji (npr. "All Summer Long", "Fun, Fun, Fun"), automobile ("Little Deuce Coupe") i surfanje ("Surfin' USA", "Surfin' Safri" itd.). Postali su najpoznatija američka pop-rock grupa, ali i svjetska sve do pojave Beatlesa 1964. godine, koji su im ubrzo postali najveći rivali.
Kao i Beatlesi, The Beach Boysi su razvili svoju glazbu u 60-ima, a usponu su pripomogli producenti Burt Bacharach i Phil Spector koji su producirali hit "California Girls" 1965. godine. Takav uspjeh doživjeli su glazbenici poput Beatlesa, Rolling Stonesaa, Byrdsa i Jamesa Browna, no teret da stvore mit američke slobode ležao je ipak na Beach Boysima.

## Brianove inovacije i osobni problemi
Tijekom 1964. godine, Brian je počeo dobivati napadaje i odustao je od turneja s grupom da bi se posvetio pisanju pjesama i produkciji. Tada je Bruce Johnston postao stalni član grupe. 
Brianova stručnost u studiju i njegova sofisticirana glazbena djela dala su plod 1966. godine. Bio je to album Pet Sounds. Singlovi kao "Wouldn't It Be Nice" i "God Only Knows" (koje su po prvi put pokazale Carla kao glavnog vokalista) pokazuju Brianov talent kao skladatelja i producenta. Govori se da je pjesma "God Only Knows" prva američka pop pjesma koja je sadržavala riječ "God" (eng. za Bog) u sebi. "Caroline, No", također uzeta iz albuam Pet Sounds je izdana kao samostalna pjesma Briana Wilsona, jedina samostalna pjesma Briana Wilsona u ranim godinama u Capitol Recordsu. 
Album je bio svjetski poznat te je Paul McCartney rekao da mu je to najdraži album svih vremena te da je izvršio važan utjecaj na album Beatlesa pod imenom Sgt. Pepper's Lonely Hearts Club Band. Iako je dobio vrlo pozitivne kritike, Capitol Records dao mu je slabe ocjene i to je utjecalo na njegovu poziciju (samo #10). Pad albuma duboko je utjeao na Briana.
Brian je pokušao iskoristiti prednosti albua Pet Sounds te je nastavio s još ambicijoznijim projektom. Njegov plod bio je pjesma "Good Vibrations", koji je Brian opisao kao "džepnu simfoniju". Pjesma je postala njihov najveći hit do danas, a 1966. godine je postala američki i engleski broj jedan na Top Listi, a mnogi kritičari su je smatrali jednom od najboljih rock singlova svih vremena. Mojo Music Magazine je 1997. godine, pjesmu proglasio "Najboljim singlom svih vremena". Godine 2000., VH1 je pjesmu stavio na 8 mjesto popisa "100 Najboljih Rock Pjesama˝, a kasne 2004. godine, magazin Rolling Stone ju je stavio na 6 mjesto popisa "500 najboljih pjesama svih vremena". Također je prijavljena svota od $16,000 – možda najskuplja američka pjesma – a neki albumi su prijavili manju svotu od samo te jedne pjesme. 
Brianov se osobni život raspadao, njegova glazba u tim godinama bila je izvanredna. Njegovi sve veći problemi postali su stalne teme razgovora. Eksperimentirao je s drogom, dobio na težini, padao u duboku depresiju, a postao je i paranoičan. Njegovo stanje se na kraju diagnosticiralo kao shizofrenija.

## Smrti Carla i Dennisa Wilsona
U kasnim 70-ima, Dennis je također počeo razvijati ovisnost o drogi i alkoholu te su tako neke koncerte obilježili nastupi članova pod utjecajem alkohola i droge. Grupa je bila prisiljena ispričati se javnosti nakon katastrofalnog koncerta u Sydneyu 1979. godine, na kojem je većina članova bila pijana. Iako često pijan, Dennis je ostvario svoj prvi samostalni projekt Pacific Ocean Blue i tako lansirao novi projekt Bamboo.
Za blagdan 4. srpnja 1980. godine, Beach Boysi održali su koncert u National Mallu u Washingtonu pred mnoštvom ljudi. Tradicija se nastavila još dvije godine, no 1983. godine, Ministar unutarnjih poslova im je zabranio koncerte u Mallu jer je rock navodno imao "negativan" utjecaj. Godine 1985., Nancy Reagan, žena Ronalda Reagana im se ispričala te su se ponovo vratili u Mall. Zadnji put kad su Beach Boysi nastupili u Mallu bilo je 2005. godine.
Dennisovi problemi počeli su se razvijati u ranim 80-ima, a 1983. godine je poginuo utopivši se u pijanom stanju pokušavajući sakupiti stvari bačene s broda.
Nakon tragične smrti Dennisa Wilsona, Beach Boysi su nastavili dalje te im je pjesma "Kokomo" iz 1988. postala #1 hit, koji je postao najbolji best-seller.
Tragedija je obitelj Wilson zadesila i 1998. godine, kada je Carl Wilson preminuo od raka pluća. Iako Bruce Johnston i Mike Love idalje nastupaju pod imenom "The Beach Boys", nitko iz prvobitne grupe nije s njima.

## Članovi
Sadašnja postava
- Brian Wilson (1961.-danas)
- David Marks (1961. – 1963, 1997.-danas)
- Mike Love (1961.-danas)
- Alan Jardine (1961.-danas)
- Bruce Johnston (1965. – 1972, 1979.-danas)

Bivši članovi
- Dennis Wilson (1961. – 1983.)
- Ricky Fataar (1972. – 1974.)
- Blondie Chaplin (1972. – 1973.)
- Carl Wilson (1961. – 1998.)

Članovi na današnjim turnejama s Loveom i Johnstonom
- Mike Kowalski
- Cris Farmer
- Tim Bonhomme
- John Cowsill
- Scott Totten
- Randall Kirsch

## Diskografija

### Studijski Albumi
| - Surfin' Safari (1962.) - Surfin' USA (1963.) - Surfer Girl (1963.) - Little Deuce Coupe (1963.) - Shut Down Volume 2 (1964.) - All Summer Long (1964.) - The Beach Boys' Christmas Album (1964.) - Today! (1965.) - Summer Days (and Summer Nights!!) (1965.) - Beach Boys' Party! (1965.) - Pet Sounds (1966.) - Smiley Smile (1967.) - Wild Honey (1967.) - Friends (1968.) | - 20/20 (1969.) - Sunflower (1970.) - Surf's Up (1971.) - Carl and the Passions – "So Tough" (1972.) - Holland (1973.) - 15 Big Ones (1976.) - Love You (1977.) - M.I.U. Album (1978.) - L.A. (Light Album) (1979.) - Keepin' the Summer Alive (1980.) - The Beach Boys (1985.) - Still Cruisin' (1989.) - Summer in Paradise (1992.) - Stars and Stripes Vol. 1 (1996.) - That's Why God Made the Radio (2012.) |

### Albumi uživo
- Beach Boys Concert (1964.)  #1 SAD
- Live in London (1970.) (u Americi 1976.)  #75 SAD
- The Beach Boys in Concert (1973.)  #25 SAD
- Good Timin': Live at Knebworth England 1980 (2002.)

### Kompilacije
- Best of The Beach Boys (1966.) #8 SAD; #2 UK
- Best of The Beach Boys Vol. 2 (1967.) #50 SAD; #3 UK
- Best of The Beach Boys Vol. 3 (1968.) #153 SAD; #9 UK
- Endless Summer (1974. – neoficijalno)  #1 SAD
- Spirit of America (1975. – neoficijalno) #8 SAD
- Good Vibrations – The Very Best of The Beach Boys (1975.) #25 SAD
- Ten Years of Harmony (1981.) SAD#156
- Made in U.S.A. (1986.) SAD#96
- Ultimate Christmas (1998.)
- The Greatest Hits – Volume 1: 20 Good Vibrations (1999.)  #95 SAD
- The Greatest Hits – Volume 2: 20 More Good Vibrations (1999.)  #192 SAD
- Greatest Hits Volume Three: Best of the Brother Years 1970 – 1986 (2000.)
- Classics selected by Brian Wilson (2002.)  #159 SAD
- Sounds of Summer: The Very Best of The Beach Boys (2003.)  #16 SAD

### Antologije
- Endless Harmony Soundtrack (1998., reizdano 2000.)
- Hawthorne, CA (2001.)

### Kolekcije
- Good Vibrations: Thirty Years of The Beach Boys (1993.)
- The Pet Sounds Sessions (1997.)

### Singlovi
| - Surfin’/Luau (X-301/8. prosinca 1961.) SAD: 75 - 409/Surfin’ Safari (Capitol 4777/4. lipnja 1962.) SAD: 14 - Ten Little Indians/County Fair (Capitol 4880/19. studenoga 1962.) SAD: 49 - Surfin’ U.S.A./Shut Down (Capitol 4932/4. ožujka 1963.) SAD: 3; UK: 34 - Surfer Girl/Little Deuce Coupe (Capitol 5009/22. srpnja 1963.) SAD: 7 - Be True To Your School/In My Room (Capitol 5069/14. listopada 1963.) SAD: 6 - Little Saint Nick/The Lord’s Prayer (Capitol 5096/2. prosinca 1963.) SAD: 3 (x-mas) - Fun, Fun, Fun/Why Do Fools Fall In Love (Capitol 5118/3. veljače 1964.) SAD: 5 - I Get Around/Don’t Worry Baby (Capitol 5174/11. svibnja 1964.) SAD: 1; UK: 7 - When I Grow Up/She Knows Me Too Well (Capitol 5245/17. kolovoza 1964.) SAD: 9; UK: 27 - Dance, Dance, Dance/The Warmth Of The Sun (Capitol 5306/26. listopada 1964.) SAD: 8; UK: 24 - The Man With All The Toys/Blue Christmas (Capitol 5312/16. studenoga 1964.) SAD: 3 (x-mas) - Do You Wanna Dance/Please Let Me Wonder (Capitol 5372/8. veljače 1965.) SAD: 12 - Help Me, Rhonda/Kiss Me, Baby (Capitol 5395/5. travnja 1965.) SAD: 1; UK: 27 - California Girls/Let Him Run Wild (Capitol 5464/12. srpnja 1965.) SAD: 3; UK: 26 - The Little Girl I Once Knew/There’s No Other (Like My Baby) (Capitol 5540/8. studenoga 1965.) SAD: 20 - Barbara Ann/Girl Don’t Tell Me (Capitol 5561/20. prosinca 1965.) SAD: 2;UK: 3 - Caroline, No/Summer Means New Love (Capitol 5610/7. ožujka 1966.) SAD: 32 credited to Brian Wilson - Sloop John B/You’re So Good To Me (Capitol 5602/21. ožujka 1966.) SAD: 3; UK: 2 - Wouldn’t It Be Nice/God Only Knows (Capitol 5706/11. srpnja 1966.) SAD: 8; UK: 2 - Good Vibrations/Let’s Go Away For Awhile (Capitol 5676/10. listopada 1966.) SAD: 1; UK: 1 - Heroes and Villains/You’re Welcome (Brother 1001/24. srpnja 1967.) SAD: 12; UK: 8 - Gettin’ Hungry/Devoted To You (Brother 1002/28. kolovoza 1967.) credited to Brian and Mike - Wild Honey/Wind Chimes (Capitol 2028/23. listopada 1967.) SAD: 31; UK: 29 - Darlin’/Here Today (Capitol 2068/11. prosinca 1967.) SAD: 19; UK: 11 - Friends/Little Bird (Capitol 2160/8. travnja 1968.) SAD: 47; UK: 25 - Do It Again/Wake The World (Capitol 2239/15. srpnja 1968.) SAD: 20; UK: 1 - Bluebirds Over The Mountain/Never Learn Not To Love (Capitol 2360/2. prosinca 1968.) SAD: 61; UK: 33 | - I Can Hear MSADic/All I Want To Do (Capitol 2432/24. veljače 1969.) SAD: 24; UK: 10 - Break Away/Celebrate The News (Capitol 2560/23. lipnja 1969.) SAD: 63; UK: 6 - Add Some Music To Your Day/SSADie Cincinnati (Brother 0894/23. veljače 1970.) SAD: 64 - Cottonfields/The Nearest Faraway Place (Capitol 2765/20. travnja 1970.) SAD: 103; UK: 5 - Slip On Through/This Whole World (Brother 0929/29. lipnja 1970.) - Tears In The Morning/It’s About Time (Brother 0957/studeni 1970.) - Cool, Cool Water/Forever (Brother 0998/veljača 1971.) - Wouldn't It Be Nice (Uživo s The Big Sur Folk Festival) b/w "The Times They Are A-Changin'" (B-side by Merry Clayton) (Ode 66016 /travanj 1971.) - Long Promised Road/Deidre (Brother 1015/24. svibnja 1971.) - Long Promised Road/Til I Die (Brother 1047/11. listopada 1971.) SAD: 89 - Surf’s Up/Don’t Go Near The Water (Brother 1058/8. studenoga 1971.) - You Need A Mess Of Help To Stand Alone/Cuddle Up (Brother 1091/15. svibnja 1972.) - Marcella/Hold On Dear Brother (Brother 1101/26. lipnja 1972.) - Sail On, Sailor/Only With You (Brother 1138/29. siječnja 1973.) SAD: 79 - California Saga (On My Way To Sunny Californ-i-a)/Funky Pretty (Brother 1156/16. travnja 1973.) SAD: 84; UK: 37 - Child Of Winter (Christmas Song)/SSADie Cincinnati (Brother 1321/23. prosinca 1974.) - Sail On, Sailor/Only With You (Brother 1325/10. ožujka 1975.) SAD: 49 - Rock And Roll MSADic/The TM Song (Brother 1354/24. svibnja 1976.) SAD: 5; UK: 36 - It’s O.K./Had To Phone Ya (Brother 1368/9. kolovoza 1976.) SAD: 29 - Everyone’s In Love With You/SSADie Cincinnati (Brother 1375/1. studenoga 1976.) - Honkin’ Down The Highway/Solar System (Brother 1389/30. svibnja 1977.) # Peggy Sue/Hey Little Tomboy (Brother 1394/28. kolovoza 1978.) SAD: 59 - Here Comes The Night/Baby Blue (Caribou ZS9 9026/19. veljače 1979.) SAD: 44; UK: 37 - Good Timin’/Love Surrounds Me (Caribou ZS9 9029/16. travnja 1979.) SAD: 40 - Lady Lynda/Full Sail (Caribou ZS9 9030/lipanj 1979.) UK: 7 - Sumahama/It’s A Beautiful Day (Caribou ZS9 9031/rujan 1979.) UK: 45 - Goin’ On/Endless Harmony (Caribou ZS9 9032/11. ožujka 1980.) SAD: 83' - Livin’ With A Heartache/Santa Ana Winds (Caribou ZS9 9033/20. svibnja 1980.) - Come Go With Me/Don’t Go Near The Water (Caribou ZS4 02633/2. studenoga 1981.) SAD: 18 - Getcha Back/Male Ego (Caribou ZS4 04913/8. svibnja 1985.) SAD: 26 - It’s Gettin’ Late/It’s O.K. (Caribou ZS4 05433/17. srpnja 1985.) SAD: 82 - She Believes In Love Again/It’s JSADt A Matter Of Time (Caribou ZS4 05624/2. listopada 1985.) - Rock’n’Roll To The Rescue/Good Vibrations (Live In London) (Capitol 5595/9. lipnja 1986.) SAD: 68 - California Dreamin’/Lady Liberty (Capitol 5630/1. rujna 1986.) SAD: 57 - Happy Endings (s Little Richard)/California Girls (Critique 99392/studeni 1987.) - - Kokomo/Tutti Frutti (Little Richard) (Elektra 69385/18. srpnja 1988.) SAD: 1; UK: 25 - Still Cruisin’/Kokomo (Capitol 44445/7. kolovoza 1989.) SAD: 93 - Somewhere Near Japan/Kokomo (Capitol 44475/siječnja 1990.) - Problem Child/Tutti Frutti (Little Richard) (RCA 2646/srpnja 1990.) - Hot Fun In The Summertime/Summer Of Love (Brother 5247/srpnja 1992.) - I Can Hear Music (s Kathy Troccoli) (River North 3011/kolovoza 1996.) |

## Vanjske poveznice
- Službene stranice
- Klub obožavatelja sastava